# Bernštejn
Bernštejn (deutsch Bernstein) ist eine Wüstung in der Gemeinde Rybník nad Radbuzou (deutsch Waier) im westböhmischen Okres Domažlice in Tschechien.

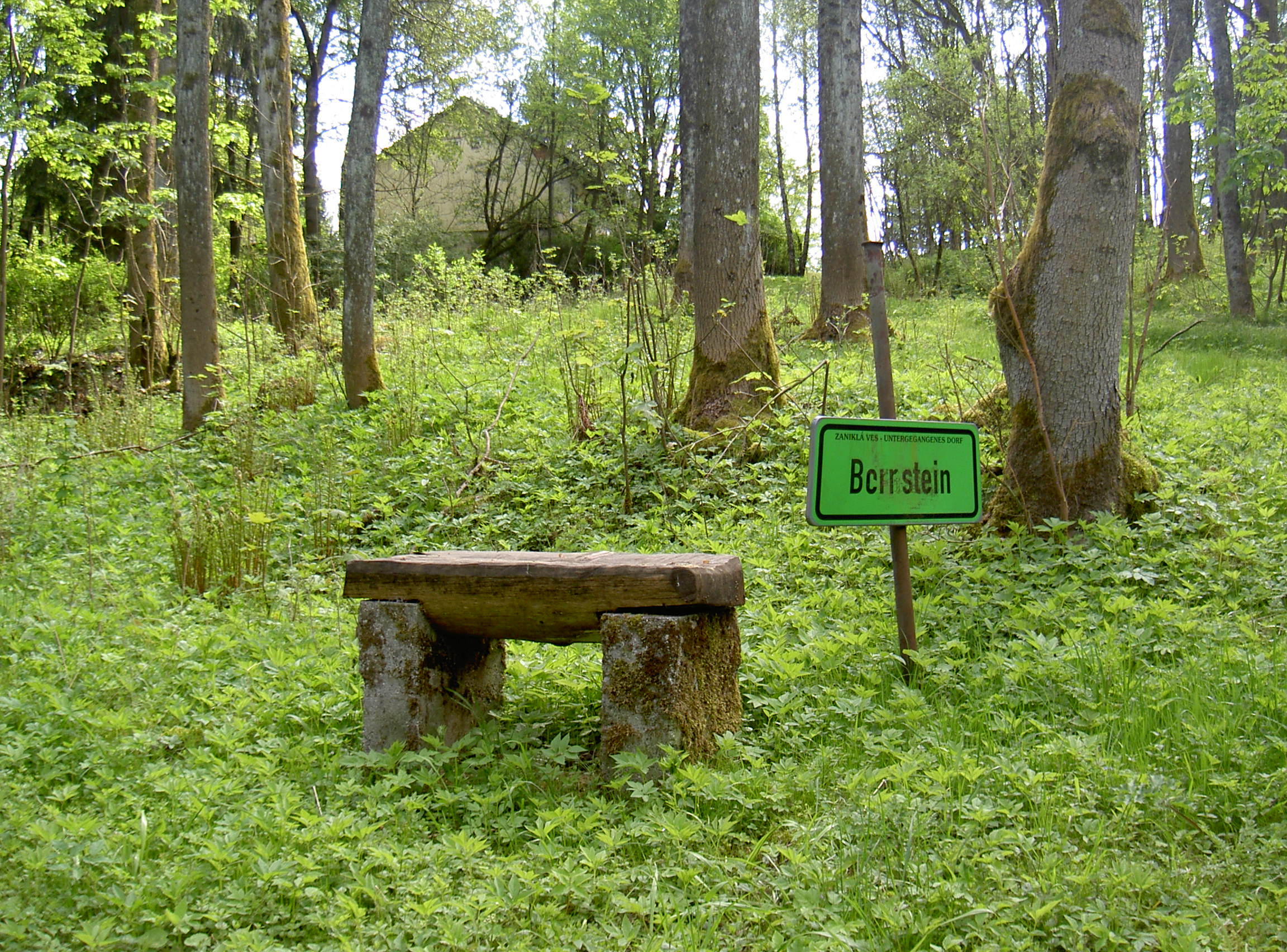
Bernstein

## Geographie
Das Dorf Bernstein, zwei Kilometer südwestlich von Waier, liegt in 680 m Höhe am Eisenberg. Die Grenze zu Bayern ist circa einen Kilometer entfernt.

## Geschichte
Die Anfänge von Bernstein dürften vermutlich in die Zeit des Dreißigjährigen Krieges zurückgehen. Die erste Nennung des Ortes im Jahr 1670 hieß „zum Bernstein“. In diesem Jahr gründete Leopold Konstantin von Wiedersperg hier einen Hof. Mindestens zwei Häuser dürften schon wesentlich früher existiert haben. 1775 besaß die Herrschaft in Bernstein eine Flusshütte mit Pottaschenproduktion.
1785 zählte man neun Häuser mit 76 Bewohnern. Ab 1837 wurden die Grundstücke des ehemaligen Meierhofes immer wieder verpachtet. 1839 lebten 106 und 1924 132 Einwohner im Ort.
Das Bernsteiner Forsthaus war der einstige Meierhof und gehörte zur Herrschaft Ronsperg.
In den 1950er Jahren wurde Bernstein wegen der Nähe zur Staatsgrenze zerstört. Der Ort wurde Standort einer Kompanie der tschechoslowakischen Pohraniční stráž (Grenzwache). Heute sind nur noch die leerstehenden Kasernengebäude vorhanden.

## Religion
Bernstein war nach Waier eingepfarrt. Vor 1786 gehörte es zur Pfarrei Muttersdorf.

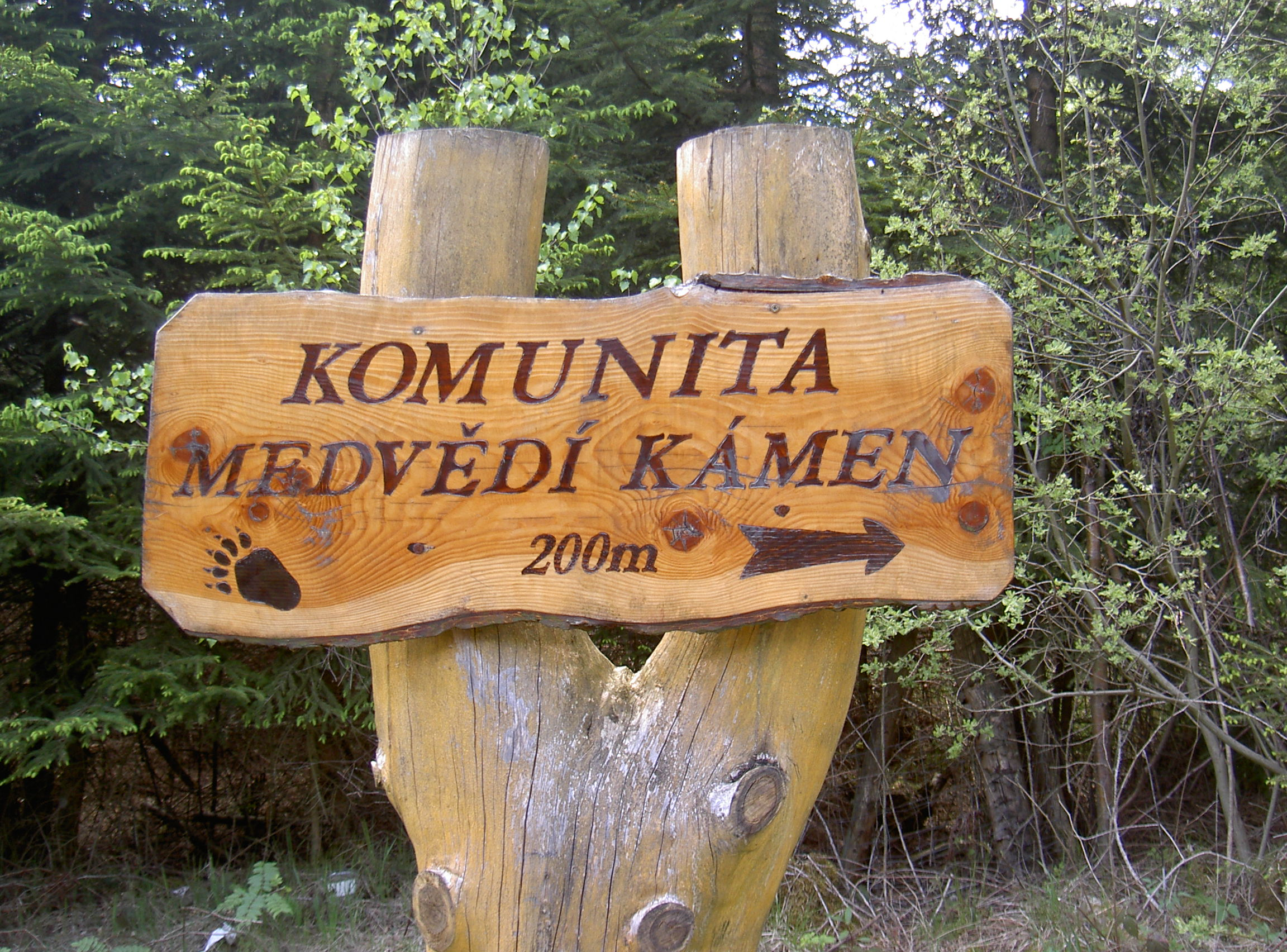
Therapeutische Einrichtung

## Komunita Mědvědí kámen
Nach dem Fall des Eisernen Vorhangs 1989 wurde die Drogensucht auch in Tschechien zum Problem.
In den Jahren um 1995 entstanden eine Reihe von Zentren zur Behandlung von Drogenabhängigen, darunter auch die Terapeutická komunita Medvědí kámen im ehemaligen Bernstein.
Terapeutická komunita bedeutet therapeutische Gemeinschaft. Mědvědí kámen heißt auf Deutsch Bären Stein und lehnt sich lautmalerisch an Bernstein an.
Leiterin der Komunita Mědvědí kámen ist Magister Pavla Vondrová.
Die Gemeinschaft behandelt Jugendliche im Alter von 16 bis 32 Jahren.
Es stehen 16 Plätze zur Verfügung.
Die Behandlungsdauer wird individuell abgestimmt, bis zu 12 Monaten.
Behandelt wird die Abhängigkeit von illegalen Drogen, die mit sozialen Problemen bis hin zur Kriminalität verbunden ist.
Die Jugendlichen müssen freiwillig die Behandlung wünschen und vor Beginn der Behandlung mindestens 7 Tage abstinent sein.
Sie dürfen keine körperlichen und seelischen Erkrankungen haben, die eine ärztliche Behandlung erfordern.
Für die Behandlung stehen ein einstöckiges Wohnhaus und mehrere landwirtschaftliche Gebäude zur Verfügung.
Es werden Schafe, Ziegen und Hühner gehalten und Gemüse angebaut.
Die Behandlung nutzt Arbeits- und Gruppentherapie, künstlerische Betätigung, Sport, Yoga und Einzelgespräche.
Seit ihrer Gründung kämpft die Komunita Mědvědí kámen mit Geldschwierigkeiten.
Eigentlich wird sie vom Gesundheitsministerium finanziert, aber die Geldüberweisungen dieses Ministeriums bleiben manchmal aus.